# Billedhugger
 Denne artikel omhandler overvejende eller alene danske forhold. Hjælp gerne med at gøre artiklen mere almen.
En billedhugger eller skulptør er en person som former træ, metal, sten eller andre materialer til skulpturer.

## Berømte billedhuggere
Af berømte danske billedhuggere kan nævnes
- Herman Wilhelm Bissen (Den danske landsoldat)
- Thomas Dambo (Bl.a. troldene Stærke Storm og De glemte Kæmper)
- Edvard Eriksen (Den lille Havfrue)
- Stine Ring Hansen (Fugleflugt Rødbyhavn, Den Grimme Ælling til Hans Christian Andersen Literature Award)
- Erik Heide (Ravnsbjergkirken)
- Hein Heinsen (Formand for kulturkanonens billedkunst kanonudvalg)
- Gerhard Henning
- Harald Isenstein
- Robert Jacobsen (De syv aksler på Axeltorv)
- Steen Krarup Jensen (Medstifter af gruppen Syntese)
- Bjørn Nørgaard
- Robin Page
- Jørgen Haugen Sørensen
- Rudolph Tegner (Herakles og Hydraen)
- Bertel Thorvaldsen
- Anne Marie Carl Nielsen (Rytterstatue af Christian IX, Kathoveddøren i Ribe Domkirke)